# Eleições estaduais em Pernambuco em 1974
As eleições estaduais em Pernambuco em 1974 aconteceram em duas fases conforme previa o Ato Institucional Número Três e assim a eleição indireta do governador Moura Cavalcanti e do vice-governador Paulo Cunha foi em 3 de outubro e a escolha do senador Marcos Freire, 18 deputados federais e 42 estaduais ocorreu em 15 de novembro sob um ritual aplicado aos 22 estados e aos territórios federais do Amapá, Rondônia e Roraima, sendo que os pernambucanos residentes no Distrito Federal escolheram seus representantes no Congresso Nacional por força da Lei n.º 6.091 de 15 de agosto de 1974.
Nascido em São Vicente Ferrer, Moura Cavalcanti foi nomeado prefeito de Macaparana em 1945 aos vinte anos de idade e após algumas interrupções formou-se advogado na Universidade Federal de Pernambuco em 1954. Afilhado político de Cordeiro de Farias, foi governador do Amapá durante a presidência de Jânio Quadros. De volta a Pernambuco representou o estado no conselho deliberativo da SUDENE. Durante o governo Paulo Guerra foi secretário de Administração e secretário do Planejamento e sob Nilo Coelho foi Superintendente de Desenvolvimento do Vale do Serigi. Antes assumir o Palácio do Campo das Princesas esteve junto ao presidente Emílio Garrastazu Médici como presidente do Instituto Nacional de Colonização e Reforma Agrária (INCRA) e ministro da Agricultura antes de ser escolhido governador sob a legenda da ARENA em 1974.
Natural de Campina Grande, o arquiteto Paulo Cunha formou-se em 1960 pela Universidade Federal de Pernambuco, instituição onde lecionou. Professor também da Universidade de Pernambuco, chefiou a seção de arquitetura do Departamento de Obras e Fiscalização dos Serviços Públicos. Em 1968 foi nomeado pelo governador Nilo Coelho como o primeiro titular da Secretaria de Indústria e Comércio, cargo mantido no governo Eraldo Gueiros. Em 1974 foi escolhido pessoalmente por Moura Cavalcanti dentre os quadros da ARENA como candidato a vice-governador de Pernambuco, sendo eleito a seguir.
Na disputa para senador o vitorioso foi Marcos Freire. Advogado formado em 1955 pela Universidade Federal de Pernambuco foi professor da referida instituição antes de assumir a Secretaria de Abastecimento durante a passagem de Pelópidas da Silveira pela prefeitura do Recife. Depois de militar no PSB ingressou no MDB após a decretação do bipartidarismo pelo Regime Militar de 1964. Eleito prefeito de Olinda em 1968, recusou-se a assumir em protesto pela cassação do vice-prefeito Renê Barbosa pelo Ato Institucional Número Cinco. De volta ao magistério e à advocacia elegeu-se deputado federal em 1970 compondo a "ala autêntica" de seu partido e em 1974 foi eleito senador.

## Resultado da eleição para governador
Eleição realizada pela Assembleia Legislativa de Pernambuco sob a abstenção de nove parlamentares do MDB.
| Candidatos a governador do estado | Candidatos a vice-governador | Número | Coligação             | Votação | Percentual |
| --------------------------------- | ---------------------------- | ------ | --------------------- | ------- | ---------- |
| Moura Cavalcanti ARENA            | Paulo Cunha ARENA            | -      | ARENA (sem coligação) | 30      | 100%       |

## Resultado da eleição para senador
Dados fornecidos pelo Tribunal Superior Eleitoral que apurou 1.084.322 votos nominais (89,19%), 76.611 votos em branco (6,30%) e 54.856 votos nulos (4,51%) resultando no comparecimento de 1.215.789 eleitores.
| Candidatos a senador da República | Candidatos a suplente de senador | Número | Coligação             | Votação | Percentual |
| --------------------------------- | -------------------------------- | ------ | --------------------- | ------- | ---------- |
| Marcos Freire MDB                 | Waldemir Cardoso da Cunha MDB    | -      | MDB (sem coligação)   | 605.953 | 55,88%     |
| João Cleofas ARENA                | Antônio Farias ARENA             | -      | ARENA (sem coligação) | 478.369 | 44,12%     |
| Fontes:                           |                                  |        |                       |         |            |

## Deputados federais eleitos
São relacionados os candidatos eleitos com informações complementares da Câmara dos Deputados.

Representação eleita
  ARENA: 13
  MDB: 5

| Deputados federais eleitos | Partido | Votação | Percentual | Cidade onde nasceu | Unidade federativa |
| Jarbas Vasconcelos         | MDB     | 67.975  |            | Vicência           | Pernambuco         |
| Marco Maciel               | ARENA   | 55.692  |            | Recife             | Pernambuco         |
| Ricardo Fiúza              | ARENA   | 54.144  |            | Fortaleza          | Ceará              |
| Fernando Lyra              | MDB     | 53.238  |            | Recife             | Pernambuco         |
| Carlos Wilson              | ARENA   | 52.318  |            | Recife             | Pernambuco         |
| Joaquim Guerra             | ARENA   | 50.589  |            | Recife             | Pernambuco         |
| Carlos Alberto Oliveira    | ARENA   | 45.983  |            | Limoeiro           | Pernambuco         |
| Sérgio Murilo              | MDB     | 42.650  |            | Carpina            | Pernambuco         |
| Aderbal Jurema             | ARENA   | 40.190  |            | João Pessoa        | Paraíba            |
| Thales Ramalho             | MDB     | 38.469  |            | João Pessoa        | Paraíba            |
| Geraldo Guedes             | ARENA   | 37.986  |            | Caruaru            | Pernambuco         |
| Airon Rios                 | ARENA   | 36.454  |            | Recife             | Pernambuco         |
| Gonzaga Vasconcelos        | ARENA   | 35.873  |            | Surubim            | Pernambuco         |
| Josias Leite               | ARENA   | 35.252  |            | São José do Egito  | Pernambuco         |
| Fernando Coelho            | MDB     | 35.003  |            | Campina Grande     | Paraíba            |
| Joaquim Coutinho           | ARENA   | 32.630  |            | Nazaré da Mata     | Pernambuco         |
| Inocêncio Oliveira         | ARENA   | 31.789  |            | Serra Talhada      | Pernambuco         |
| Lins e Silva               | ARENA   | 26.469  |            | Recife             | Pernambuco         |
| Fontes:                    |         |         |            |                    |                    |

## Deputados estaduais eleitos
Na disputa pelas 42 vagas da Assembleia Legislativa de Pernambuco a ARENA conquistou 29 cadeiras e o MDB 13.

Representação eleita
  ARENA: 29
  MDB: 13

Fonteː
| Deputados estaduais eleitos                    | Partido | Votação | Percentual | Cidade onde nasceu     | Unidade federativa |
| Felipe Coelho                                  | ARENA   | 35.508  |            | Ouricuri               | Pernambuco         |
| Marcus Cunha                                   | MDB     | 31.787  |            | Bezerros               | Pernambuco         |
| Oswaldo Rabêlo                                 | ARENA   | 26.488  |            | Goiana                 | Pernambuco         |
| Alcir Marreiros Teixeira                       | MDB     | 23.109  |            | Recife                 | Pernambuco         |
| Roberto Freire                                 | MDB     | 22.483  |            | Recife                 | Pernambuco         |
| Wandenkolk Nunes de Souza Wanderley            | ARENA   | 21.576  |            | Arcoverde              | Pernambuco         |
| Maviael Cavalcanti                             | ARENA   | 21.014  |            | Macaparana             | Pernambuco         |
| Sebastião Galvão Martiniano Lins               | ARENA   | 20.894  |            | Gravatá                | Pernambuco         |
| Manoel Marcos Chagas Aroucha Filho             | ARENA   | 18.124  |            | Surubim                | Pernambuco         |
| Carlos Moura de Moraes Veras                   | ARENA   | 17.858  |            | Paulista               | Pernambuco         |
| João Falcão Ferraz                             | ARENA   | 17.202  |            | Floresta               | Pernambuco         |
| Edgard Lins Cavalcanti                         | ARENA   | 16.761  |            | Glória do Goitá        | Pernambuco         |
| Vital Novaes                                   | ARENA   | 16.452  |            | Tupanatinga            | Pernambuco         |
| Luis Heráclio do Rêgo Sobrinho                 | ARENA   | 16.072  |            | Palmares               | Pernambuco         |
| Nivaldo Machado                                | ARENA   | 16.007  |            | Olinda                 | Pernambuco         |
| José Antônio Liberato                          | ARENA   | 15.721  |            | Caruaru                | Pernambuco         |
| João Ferreira Lima Filho                       | MDB     | 15.367  |            | Aliança                | Pernambuco         |
| José Muniz Ramos                               | ARENA   | 15.330  |            | Araripina              | Pernambuco         |
| Antônio Corrêa de Oliveira Andrade Filho       | ARENA   | 15.286  |            | Goiana                 | Pernambuco         |
| Antônio Airton Benjamin                        | ARENA   | 15.120  |            | Olinda                 | Pernambuco         |
| Argemiro Menezes                               | ARENA   | 14.920  |            | Serra Talhada          | Pernambuco         |
| José Mendonça Bezerra                          | ARENA   | 14.726  |            | Belo Jardim            | Pernambuco         |
| Ivo Queiroz                                    | ARENA   | 14.487  |            | Vitória de Santo Antão | Pernambuco         |
| Severino de Almeida Filho                      | ARENA   | 14.456  |            | Ouricuri               | Pernambuco         |
| Walfredo Paulino de Siqueira                   | ARENA   | 14.278  |            | São José do Egito      | Pernambuco         |
| Honório de Queiroz Rocha                       | ARENA   | 14.061  |            | Ipojuca                | Pernambuco         |
| Severino Cavalcanti                            | ARENA   | 13.932  |            | João Alfredo           | Pernambuco         |
| Abelardo Ribeiro Godoy                         | ARENA   | 13.792  |            | Bonito                 | Pernambuco         |
| Francisco Cintra Galvão                        | ARENA   | 13.119  |            | Belo Jardim            | Pernambuco         |
| Ênio Pessoa Guerra                             | ARENA   | 12.930  |            | Bom Jardim             | Pernambuco         |
| Gilvan Caldas de Sá Barreto                    | MDB     | 12.876  |            | Nazaré da Mata         | Pernambuco         |
| Audomar Ferraz                                 | ARENA   | 12.773  |            | Floresta               | Pernambuco         |
| José Alfredo Coutinho Correia de Oliveira      | ARENA   | 12.418  |            | Nazaré da Mata         | Pernambuco         |
| Paulo Lucena de Mendonça                       | ARENA   | 12.055  |            | Recife                 | Pernambuco         |
| José Emídio Fernandes                          | MDB     | 11.375  |            | Pesqueira              | Pernambuco         |
| Mário de Melo                                  | MDB     | 10.405  |            | Recife                 | Pernambuco         |
| Edgar Moury                                    | MDB     | 9.170   |            | Recife                 | Pernambuco         |
| Roberval Lins Pinto                            | MDB     | 8.195   |            | Escada                 | Pernambuco         |
| Moacyr André Gomes                             | MDB     | 8.391   |            | Recife                 | Pernambuco         |
| Lívio Valença                                  | MDB     | 7.897   |            | Capoeiras              | Pernambuco         |
| José de Assis Pedrosa                          | MDB     | 6.908   |            | Limoeiro               | Pernambuco         |
| Manoel Gilberto Silveira de Holanda Cavalcanti | MDB     | 6.341   |            | Recife                 | Pernambuco         |
| Fontes:                                        |         |         |            |                        |                    |